# Tubulipora liliacea
Tubulipora liliacea är en mossdjursart som först beskrevs av Peter Simon Pallas 1766.  Tubulipora liliacea ingår i släktet Tubulipora och familjen Tubuliporidae. Arten är reproducerande i Sverige. Inga underarter finns listade i Catalogue of Life.